# 前田土佐守家資料館
前田土佐守家資料館（まえだとさのかみけしりょうかん）は、石川県金沢市片町にある金沢市立の博物館である。
前田利家の次男前田利政を家祖とする前田土佐守家に伝来する9000点に及ぶ歴史資料（石川県指定文化財）を所蔵、展示を行っている。2002年4月27日に開館。年に4回の特別展の他に、毎年2月頃に近接する金沢市長町研修館で、前田土佐守家資料館連続講座を主催する。

## 前田土佐守家
前田土佐守家は、加賀藩祖前田利家とその夫人まつ（芳春院）の次男である前田利政を家祖とする加賀藩きっての名家であり、加賀八家の一つとして代々、藩の重責を担ってきた家である。家祖利政は、七尾城にあって能登国22万石を領有していたが、関ヶ原の戦いで徳川家康の出陣要請に応じなかったことから領地を没収された。その後京都（嵯峨）に隠棲し、本阿弥光悦など多くの文化人や豪商と交流していた。
2代直之は、幼少時に祖母芳春院に引き取られて養育された。芳春院の尽力があって、３代藩主前田利常に召し抱えられた。これ以後藩政期を通じて1万余石の禄高をもって、代々「八家」の一つとして藩の要職を歴任し、10代直信の時に明治維新を迎えた。藩政期の当主10人のうち4人が従五位下土佐守（2人は近江守）に叙爵されていることから、一般に「前田土佐守家」と称されている。

## 前田土佐守家資料
石川県指定文化財（平成18年10月20日指定）
古文書を中心に江戸時代初期から明治にかけての資料9000点からなり、「芳春院自筆消息」「織田信長黒印状」「豊臣秀吉消息」をはじめとする貴重な資料が多数みられ、加賀藩や加賀藩上級武士の歴史や文化について学び知ることができる。

### 代表的な所蔵品
- 黒漆塗黒糸威二枚胴具足 - 前田利政所用、桃山時代 春田勝光作
- 皺革包白糸威三枚胴具足 - 土佐守家伝来、室町～江戸前期
- 織田信長黒印状 - 天正10年4月17日(1582年5月19日・本能寺の変の1か月半前)、前田利家宛。利家が上杉氏と対峙する越中の陣中から帷子（かたびら）を贈ったことに対する礼状。
- 豊臣秀吉消息 - 文禄元年(1592)、かが（加賀）殿宛。かが殿は秀吉の側室で、利家の娘摩阿。名護屋の陣より来春朝鮮出兵することを述べたもの。
- 芳春院自筆消息 - 村井長次宛。本館に5点ある芳春院自筆書状のうちの1つ。関ヶ原の戦いの後、隠棲していた利政について徳川家康から前田領国の国端においても良いとする仰せがあり、そのうれしさを伝えている。

## 前田土佐守家５代前田直躬と加賀騒動
江戸時代には、加賀藩の加賀騒動、仙台藩の伊達騒動、福岡藩の黒田騒動、佐賀藩の鍋島騒動、薩摩藩のお由羅騒動などさまざまな御家騒動が起こっている。加賀騒動は、異例の出世で藩主側近にまで上り詰めた大槻朝元（伝蔵）ら藩政改革派と藩の門閥重臣5代前田直躬ら保守派の対立抗争であったと言われている。直躬はとにかく几帳面で、筆まめな学者・文化人でもあり、加賀騒動の大槻関係の資料を集めて記録として残している。一面、和歌を冷泉為村に学び、能や茶の湯をたしなみ、和歌短冊なども数多く残されている。

## 古文書講座
「前田土佐守家史料を読む会」を催し、古文書に触れたことがない初心者を対象に館が所蔵する史料をテキストにして古文書解読の講座を行っている。この受講者達によって史料の翻刻が行われる。

## 利用案内
開館時間
午前9時 - 午後5時00分（入館は午後4時30分まで）
観覧料
一般…310円
団体（20名以上）…260円
65歳以上…210円（祝祭日は無料）
高校生以下…無料
金沢市文化施設共通観覧券が使用できる。向かいにある同じく金沢市の文化施設「老舗記念館」との共通観覧券も販売している。
休館日
年中無休（ただし、展示替え期間を除く）